# Herrschaft Königsfeld
Die Herrschaft Königsfeld war seit 1276 eine reichsunmittelbare Herrschaft mit dem Hauptort Königsfeld in der Eifel. Mit der Besetzung der linksrheinischen Gebiete durch Frankreich im Jahr 1794 endete ihre Existenz.

## Geschichte
Am 1. November 1276 bestätigte König Rudolf von Habsburg Gerhard III. von Landskron die Vergünstigungen, Schenkungen und Belehnungen der Dörfer Königsfeld und Heckenbach mit den dazugehörenden Rechten und Gerichtsbarkeiten. Damit wurde die Herrschaft Königsfeld aus dem Fiskus Sinzig herausgelöst und als Reichslehen den Burggrafen von Landskron unterstellt und zur reichsunmittelbaren Herrschaft. 
Die Grundlage zur Erlangung der vollen Landeshoheit sind gegeben durch: Feststehende Bann- und Gerichtsgrenzen, Grundherrschaft, Wildbann, Hohe und Niedere Gerichtsbarkeit, Steuer- und Patronatsrecht.
Im Jahr 1371 wurde das Landskroner Erbe geteilt und die Herrschaft Königsfeld kam an die Erben Friedrich von Tomburg und Dietrich von Schönberg. Dieser verkaufte 1375 seinen Anteil an Friedrich von Tomburg. 1397 ist Johann von Eynenburg als Mitbesitzer überliefert. Nach weiteren verschiedenen Besitzwechseln und -teilungen lag schließlich Anfang des 17. Jahrhunderts die Herrschaft Königsfeld ausschließlich in den Händen der Waldbott von Bassenheim. Diese verloren ihre Herrschaft endgültig und ohne Entschädigung durch den Reichsdeputationshauptschluss 1803. Das Schloss Königsfeld wurde 1830 abgerissen.

## Territorium
Die Herrschaft Königsfeld gliederte sich in drei Verwaltungs- und Gerichtsbezirke:
- Kirchspiel Heckenbach
  - Fronrath
  - Cassel
  - Hof Langhart
  - Niederheckenbach
  - Oberheckenbach
  - Watzel
- Gericht Herrschaft Herresbach
  - Herresbach
  - Döttingen
  - Eschbach
  - Jammelshofen
  - Siebenbach
- Herrschaft Königsfeld
  - Königsfeld mit Leyerhof
  - Dedenbach